# Eden's Crush
Eden's Crush var ett amerikanskt popband som bildades sent 2000 i den amerikanska versionen av tv-serien Popstars. Gruppen splittrades 2002 när deras skivbolag London Sire Records upphörde. De är mest kända för debutsingeln Get Over Yourself.

## Medlemmar
- Ivette Sosa (f. 15 september 1976 i Perth Amboy, New Jersey)
- Maile Misajon (f. 17 september 1976 i Long Beach, Florida
- Ana Maria Lombo (f. 8 maj 1978 i Medellín, Colombia)
- Nicole Scherzinger (f. 29 juni 1978 i Honolulu, Hawaii)
- Rosanna Tavarez (f. 10 februari 1977 i New York)

## Diskografi
Album
- 2001 – Popstars

Singlar
- 2001 - Get Over Yourself
- 2001 - Love This Way (promo)